# Microgale monticola
Microgale monticola är en däggdjursart som beskrevs av Goodman och Jenkins 1998. Microgale monticola ingår i släktet långsvanstanrekar, och familjen tanrekar. IUCN kategoriserar arten globalt som sårbar. Inga underarter finns listade i Catalogue of Life.
Arten förekommer i två mindre bergstrakter på nordöstra Madagaskar. Den lever i regioner mellan 1500 och 1950 meter över havet. Habitatet utgörs av fuktiga skogar, ofta med hårdbladsväxter.